# Schnieke
Schnieke ist ein berlinerisches Adjektiv, das für das Aussehen und die Kleidung von Personen im Sinne von schick oder elegant oder für Ereignisse oder Vorschläge im Sinne von großartig oder prima verwendet wird.
Schnieke wird oft im Sinne von chic als „modisch, hübsch“ verwendet.
Das Wort leitet sich von einem niederdeutschen Adjektiv snicker oder snigger ab, das hübsch bedeutet.